# مسالینا ۵۴۵
سیارک ۵۴۵ (به انگلیسی: 545 Messalina، نامگذاری:1904OY) پانصد و چهل و پنجمین سیارک کشف شده‌است که در ۳ اکتبر ۱۹۰۴ و در هایدلبرگ کشف شد.
قدر مطلق سیارک برابر ۸٫۸۴ است.